# Mullaghmore (ort)
Mullaghmore är en ort i republiken Irland.   Den ligger i grevskapet Sligo och provinsen Connacht, i den norra delen av landet, 190 km nordväst om huvudstaden Dublin. Mullaghmore ligger 7 meter över havet och antalet invånare är 128.
Terrängen runt Mullaghmore är varierad. Havet är nära Mullaghmore åt nordväst.Runt Mullaghmore är det glesbefolkat, med 19 invånare per kvadratkilometer. Närmaste större samhälle är Drumcliff, 15,1 km söder om Mullaghmore. 